# 塞韦里奥
塞韦里奥（西班牙語：Ceberio）是西班牙巴斯克自治区比斯开省的一个市镇。总面积47平方公里，总人口995人（2001年），人口密度21人/平方公里。